# Aleksander Poniński
Aleksander Poniński (23. ledna 1856 Stanislavov – 24. října 1915 Lvov) byl rakouský šlechtic a politik polské národnosti z Haliče, na počátku 20. století poslanec Říšské rady.

## Biografie
Byl šlechtického původu. Byl sběratelem pamětihodností a knih. Založil knihovnu v Horynieci. Byl předsedou okresní rady v Cieszanówě.
Působil i jako poslanec Říšské rady (celostátního parlamentu Předlitavska), kam usedl v doplňovacích volbách do Říšské rady roku 1903 za kurii velkostatkářskou v Haliči. Nastoupil 3. března 1903 místo Włodzimierze Kozłowského-Bolesty. Zasedal v poslaneckém Polském klubu.
Zemřel v říjnu 1915.